# Eria crassipes
Eria crassipes är en orkidéart som beskrevs av Henry Nicholas Ridley. Eria crassipes ingår i släktet Eria och familjen orkidéer. Inga underarter finns listade i Catalogue of Life.